# Асампшон (Илиноис)
Асампшон (енгл. Assumption) град је у америчкој савезној држави Илиноис. По попису становништва из 2010. у њему је живело 1.168 становника.

## Демографија
Према попису становништва из 2010. у граду је живело 1.168 становника, што је 93 (7,4%) становника мање него 2000. године.
| Група             | 2000.         | 2010.         |
| Белци             | 1.257 (99,7%) | 1.152 (98,6%) |
| Афроамериканци    | 0 (0,0%)      | 1 (0,1%)      |
| Азијати           | 1 (0,1%)      | 0 (0,0%)      |
| Хиспаноамериканци | 2 (0,2%)      | 3 (0,3%)      |
| Укупно            | 1.261         | 1.168         |